# L'Autre Côté (film)
Pour les articles homonymes, voir L'Autre Côté.
Pour plus de détails, voir Fiche technique et Distribution.
L'Autre Côté (Die andere Seite) est un film allemand anti-guerre du réalisateur Heinz Paul, sorti en 1931. Le scénario est tiré du roman Journey's End de Robert Cedric Sherriff. Le film est sorti en première projection en Allemagne le 29 octobre 1931.

## Synopsis
Le soir du 18 mars 1918, peu avant l'offensive de printemps, le jeune lieutenant anglais Raleigh est transféré dans la compagnie du capitaine Stanhope sur le front ouest. Il est heureux de rencontrer Stanhope, qu'il connaît par le passé et qui est fiancé à sa sœur. La guerre a cependant changé Stanhope qui est désabusé et alcoolique. Cependant, il essaie de continuer à défendre l'image de l'officier modèle. Craignant que Raleigh n'écrive la vérité sur lui à sa sœur, il censure la lettre de sa sœur, qui ne dit que du bien de lui.
Le lieutenant Osborne et Raleigh doivent capturer un Allemand dans une avancée contre les lignes ennemies afin de pouvoir l'interroger. Osborne est tué et Raleigh est confronté aux horreurs de la guerre. Après que Raleigh ait été grièvement blessé lors d'une attaque allemande, il est emmené à Stanhope, où il meurt dans ses bras.
Enfin, la pirogue des officiers britanniques est touchée par des obus et détruite.

## Fiche technique
- Titre français : L'Autre Côté[1]
- Titre original : Die andere Seite
- Réalisation : Heinz Paul
- Scénario : Joseph Candolini
- Photographie : Viktor Gluck (de)
- Montage : Max Brenner
- Musique : Ernst Erich Buder
- Production : Joseph Candolini
- Société de production : Cando Film
- Pays de production :  République de Weimar
- Langue originale : allemand
- Format : noir et blanc
- Durée : 107 minutes
- Genre : Film antiguerre
- Dates de sortie : 
  - Allemagne  République de Weimar : 29 octobre 1931
  - France : 6 octobre 1933[1]

## Distribution
- Conrad Veidt
- Theodor Loos
- Friedrich Ettel
- Viktor de Kowa